# James Sheridan Tansey
James Sheridan Tansey (geboren am 29. Juli 1904 in New York City, New York; gestorben am 12. April 1961 in Sacramento, Kalifornien) war ein US-amerikanischer Filmschauspieler. Er spielte zwischen 1915 und 1949 in mehr als 170 Filmen mit.

## Werdegang
James Sheridan Tansey wurde als dritter und jüngster Sohn des Schauspieler-Ehepaars Harry Tansey und Emma Purcell Tansey in New York City geboren, der Vater starb am 12. März 1910 zu Hause an einer Lungenentzündung. James Sheridans ältester Bruder Robert Emmett Tansey war ebenfalls Schauspieler und ab 1930 als Drehbuchautor, Filmregisseur, Produzent und in verschiedenen anderen Funktionen mit der Produktion einer Vielzahl von B-Western beschäftigt. Der mittlere Bruder John Tansey wurde um 1908 bis 1910 als dritter Kinderstar der American Mutoscope and Biograph Company bekannt. Johns Schauspieler-Karriere war 1918 weitgehend beendet. Von 1924 bis 1932 spielte er noch einige kleinere Rollen und war als Regisseur, Drehbuchautor und Produzent, meist mit Robert, an fünf Filmen beteiligt.
James Sheridan Tanseys Filmkarriere begann 1915 mit einer Nebenrolle in dem Filmdrama Destruction von Will S. Davis. In den folgenden Jahren spielte er sporadisch Nebenrollen, und ab 1934 wurde er ein häufig eingesetzter Darsteller in Western. In den 1930er und 1940er Jahren spielte er in fast 150 Filmen mit. An den meisten dieser Filme war sein Bruder Robert Emmett als Drehbuchautor, Regisseur oder Produzent beteiligt.
John Sheridan Tansey zog sich Ende der 1940er Jahre ganz aus dem Filmgeschäft zurück. Er arbeitete zuletzt als Hausmeister der Versammlungshalle einer Gewerkschaft. Im April 1961 wurde er mit Herzproblemen in ein Krankenhaus in Sacramento eingeliefert, wo er vier Tage später starb.

## Filmografie (Auswahl)
- 1915: Destruction
- 1916: A Lucky Gold Piece
- 1916: The Foolish Virgin
- 1917: The Little Duchess
- 1917: The Runaway
- 1918: Conquered Hearts
- 1918: The Power and the Glory
- 1919: The Two Brides
- 1920: Over the Hill to the Poorhouse
- 1920: Uncle Sam of Freedom Ridge
- 1922: The Headless Horseman
- 1926: The Fighting Boob
- 1927: Code of the Cow Country
- 1927: The Obligin’ Buckaroo